# Cratera aureomaculata
Cratera aureomaculata ist eine brasilianische Art der Landplanarien in der Gattung Cratera.

## Merkmale
Cratera aureomaculata ist eine mittelgroße Landplanarie mit einem langgezogenen Körper, parallel verlaufenden Seitenrändern und einer leicht konvexen Rückenform. Die Körperlänge beträgt etwa 50 Millimeter. Die Grundfärbung des Rückens ist gelb, wird aber zum vorderen Ende hin durch braune Pigmente überlagert. Auf dem gesamten Rücken befinden sich unregelmäßige, schwarze Flecken, die an den Seiten größer sind und zum Hinterende häufiger werden. Die Bauchseite ist hellgrau mit gelblichen Rändern, zum Hinterende wechselt die Färbung ins bräunliche mit dunkleren Rändern.
Auf den ersten Millimetern sind viele Augen an den Körperrändern verteilt. Weiter hinten sind die Augen auf der Rückenseite auf ungefähr einem Drittel der Körperbreite zu finden und werden zum Hinterende hin weniger zahlreich.

## Etymologie
Das Artepitheton aureomaculata wurde aus dem Lateinischen hergeleitet. Die Kombination aureus (dt. golden) und macula (dt. Fleck) weist auf die Körperfärbung hin.

## Verbreitung
Cratera aureomaculata wurde nur im Três Barras National Forest im brasilianischen Bundesstaat Santa Catarina nachgewiesen, einem Schutzgebiet auf in Brasilianische Araukarien und Kiefern wachsen.